# Vincent (Kalifornija)
Vincent je naseljeno područje za statističke svrhe u američkoj saveznoj državi Kalifornija. Prema popisu stanovništva iz 2010. u njemu je živjelo 15.922 stanovnika.